# 蒙特罗斯 (阿根廷)

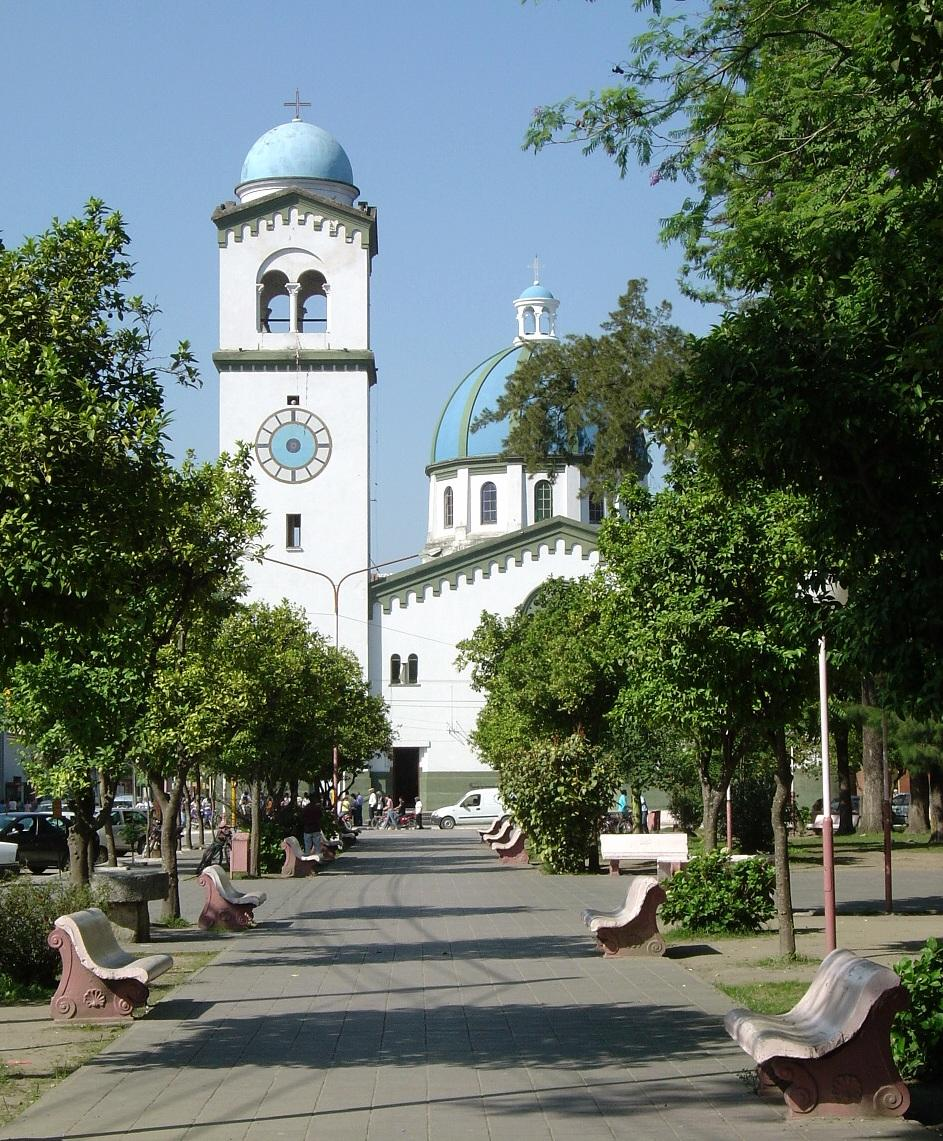

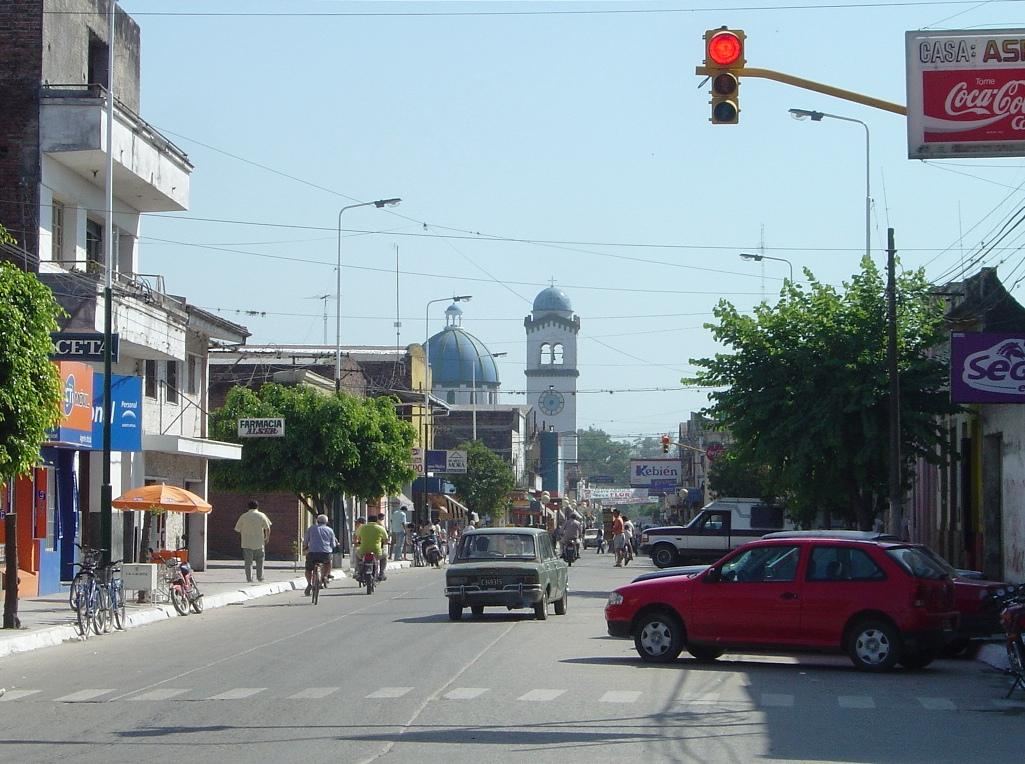

蒙特羅斯（西班牙語：Monteros），是阿根廷的城鎮，位於該國西北部圖庫曼省，是蒙特羅斯縣的首府，處於聖米格爾-德圖庫曼西南面53公里，始建於1754年8月28日，海拔高度324米，2010年人口23,274。